# نيكول سيفونتيس
نيكول إدواردز سيفونتيس (من مواليد 30 يونيو 1986) هي متسابقة كندية ضمنسباقات المضمار والميدان الرياضي المتخصص في المسافات المتوسطة .
انطلاقا من وينيبيغ ، مانيتوبا ، جاءت أول جولة عالمية لها في بطولة العالم للشباب عام 2003 في ألعاب القوى في شيربروك حيث وصلت إلى الدور نصف النهائي لسباق 800 متر.  وبعد تخرجها من المدرسة الثانوية، ذهبت إلى الولايات المتحدة للدراسة في جامعة ميتشيغان .  تنافست على ميشيغان ولفرينز، حيث حققت نجاحا مع فريق التتابع في الكلية.

## روابط خارجية
- نيكول سيفونتيس على موقع الاتحاد الدولي لألعاب القوى (الإنجليزية)
- نيكول سيفونتيس على موقع الاتحاد الكندي لألعاب القوى (الإنجليزية)
- نيكول سيفونتيس على موقع الدوري الماسي (الإنجليزية)
- نيكول سيفونتيس على موقع اللجنة الأولمبية الدولية (الإنجليزية)
- نيكول سيفونتيس على موقع أوليمبيديا (الإنجليزية)
- نيكول سيفونتيس على موقع اللجنة الأولمبية الكندية (الإنجليزية)
- نيكول سيفونتيس على موقع اتحاد ألعاب الكومنولث (مؤرشف) (الإنجليزية)
- نيكول سيفونتيس على موقع اتحاد ألعاب الكومنولث (مؤرشف) (الإنجليزية)